# پوراک
پوراک و یا آخارباخار (ارمنی: Փորակ; ترکی آذربایجانی: Axarbaxar) یک آتشفشان چینه‌ای در شهرستان کلبجر جمهوری آذربایجان است که در نقطه مرزی با ارمنستان واقع شده‌است. این آتشفشان ۲٬۸۰۰ متر بالاتر از سطح دریا واقع شده‌است و آخرین بار در سال ۷۷۸ پیش از میلاد فوران کرده‌است.